# Philippe Chanoinat
Philippe Chanoinat, né le 28 décembre 1958 à Dijon, est un ancien scénariste de bande dessinée français qui vit dans la Nièvre. Il est exclu du festival BD en 2025 pour les propos qu’il tient régulièrement sur les réseaux sociaux, pour la plupart délictueux: « blédard, plèbe saharienne, journée de la chèvrophobie, si tu hais les wokistes, tu es mon pote », mais aussi la publication de photos d'Adolf Hitler. SOS Racisme avait envoyé un courrier au maire de la commune organisatrice.

## Biographie
Il collabore des jeux pour PC et autres supports (Prisoner of Ice, Astérix, Une nuit en enfer). Après avoir écrit un feuilleton pour Annie Girardot, il se consacre à l’écriture pour le cinéma, la télévision et la bande dessinée. Il a en effet signé chez Soleil Les Teigneux, une histoire dessinée par Castaza et dont Georges Lautner a écrit la préface du premier tome et Laurent Gerra celle du quatrième. Une nouvelle collaboration avec l'artiste de music-hall Laurent Gerra et le réalisateur Georges Lautner fait voir le jour à Les Zenvahisseurs.
En 2003 a lieu la publication de : Docteur Wong : Le repaire du serpent, histoire d'aventure, co-scénarisée avec Patrice Buendia et dessinée par Olivier Ferra, ainsi que le premier volume du diptyque Spiritus & Sancti, de nouveau avec Buendia, dont Koriakine assure le dessin. Toujours en collaboration avec Buendia, à partir de 2004, Chanoinat co-scénarise Thomas Silane, polar fantastique dessiné par Yves Lécossois (volumes 1 à 3) et Roberto Zaghi (volumes 4 à 10),
,.
En 2025, Philippe Chanoinat est déprogrammé du festival BD de Saint Pierre les Nèmours par le maire Bruno Landais à la suite d’écrits problématiques postés sur la page Facebook de l’auteur, illégaux dans leur contenu pour la plupart : « blédard », « plèbe saharienne », « journée de la chèvrophobie », « si tu hais les wokistes, tu es mon pote ». Chanoinat a seulement répondu sans regret ni excuses “j’adore l’humour noir”. Philippe Chanoinat et ses propos racistes

## Œuvre

### Albums
- Alexandre Bourguet presente Les mysteres du Berry - tome 1 La nuit du rasoir, 2020 [7],[8]
- Les Affreux, scénario de Philippe Chanoinat et Frédéric Marniquet, dessins de Jean-Christophe Vergne et Denis Grand, 12 bis

1. Dumont Père et Fils, 2012  (ISBN 978-2-356-48229-7)

- Les Archives secrètes de Sherlock Holmes, dessins de Frédéric Marniquet, 12bis

1. Retour à Baskerville Hall, 2011  (ISBN 978-2-356-48230-3)
2. Le Club de la mort, 2012  (ISBN 978-2-356-48379-9)
3. Les adorateurs de Kali, 2013  (ISBN 978-2-356-48459-8)
4. L'ombre d'Arsène Lupin 2017  (ISBN 9782344001622)

- Les Aventures de Jack Bishop, coscénario de Philippe Chapelle, Desinge & Hugo & Cie

1. Le Temple de l'épouvante, dessins de Philippe Chapelle et Frédéric Marniquet, 2009  (ISBN 978-2-7556-0365-1)
2. Panique sur le Mékong, dessins de Frédéric Marniquet, 2010  (ISBN 978-2-7556-0422-1)

- Las Aventuriers du temps, coscénario (tomes 1 et 2) et dessins de Philippe Castaza, Le Lombard

1. Piégés, 2008  (ISBN 978-2-8036-2395-2)
2. Sans retour, 2009  (ISBN 978-2-8036-2506-2)
3. Intrigues, 2009  (ISBN 978-2-8036-2588-8)

- Bad wolf's pin up !, dessins de Charles Da Costa, 12 bis, 2012  (ISBN 978-2-356-48383-6)
- Bellegarde - Les Encres du temps, dessins de Frédéric Marniquet, Ville de Bellegarde-sur-Valserine, 2009  (ISBN 978-2-7466-1451-2)
- Belmondo s'affiche, dessins collectifs, le Lombard, 2009  (ISBN 978-2-8036-2473-7)
- La Brigade de l'étrange, dessins de Frédéric Marniquet, Albin Michel

1. Le Fantôme de Ploumanach, 2005  (ISBN 2-226-16677-7)
2. Les Phares de l'épouvante, 2006  (ISBN 2-226-17142-8)
3. Le Mystère des hommes sans têtes, 2006  (ISBN 2-226-17552-0)
4. Le tombeau des Cathares, 2007  (ISBN 978-2-226-17724-7)

- Les Cons ça ose tout, scénario de Georges Lautner et Philippe Chanoinat, dessins de Philippe Castaza, Le Lopmard, 2006  (ISBN 2-80362-178-9)
- Les Contes de Brocéliande, Soleil Productions, collection Soleil Celtic

4. Du Rififi en Bretagne, dessins de Philippe Castaza, Dépé et Christophe Babonneau, 2006  (ISBN 2-84946-450-3)
- Crazy Rock’n Roll[9], dessins de Charles Da Costa, Hugo & Cie, 2007  (ISBN 978-2-7556-0197-8)
- Les Démons des Carpathes, coscénario et dessins de Frédéric Marniquet, Delcourt, collection Machination

1. Le Testament du comte Brasov, 2009  (ISBN 978-2-7560-1800-3)
2. Le Mangeur d'âmes, 2010  (ISBN 978-2-7560-1801-0)
3. Les Légions de l'enfer, 2011  (ISBN 978-2-7560-2153-9)

- La Dernière chevauchée, coscénario d'Hubert Chardot, dessins de Jean-Claude Cassini, Soleil Productions

1. Black gold, 2003  (ISBN 2-84565-650-5)
2. Le crépuscule des charognards, 2005  (ISBN 2-84565-893-1)

- De Funès et Bourvil[10], dessins de Charles Da Costa, Éditions Jungle, 2014
- La Dernière séquence, dessins de Charles da Costa, 12bis, 2011  (ISBN 978-2-356-48276-1)
- Deux ans de vacances, d'après le roman éponyme de Jules Verne, co-scénario de Brrémaud, dessins de Hamo, Vents d'Ouest

1. Chapitre 1/3[11], 2018
2. Chapitre 2/3[12], 2018
3. Chapitre 3/3[13], 2019

- Elvis[14], Philippe Chanoinat (scénario), Fabrice Le Hénanff (dessin et couleurs), Éditions Jungle, 2015
- Les Films du dimanche soir[15], dessins de Charles da Costa, 12bis, 2010  (ISBN 978-2-356-48231-0)
- Gilles de Carpe, dessins de Fabrice Meddour, Soleil Productions

1. Quand le Démon de Midi Mabite, 2004  (ISBN 2-84565-633-5)

- La guerre des Mondes, scénario d'H. G. Wells et Philippe Chanoinat, dessins d'Alain Zibel, Adonis, collection Romans de toujours, 2007  (ISBN 978-995-349-307-7)
- Alexandre Bourguet présente Il était une fois Sergio Leone, octobre 2017 - textes de Philippe Chanoinat, illustré par Charles Da Costa, aux Éditions Bourguet  (ISBN 978-1-5272-1236-7)
- Lautner s'affiche, dessins de Michel Rodrigue, Le Lombard, 2007  (ISBN 978-2-8036-2361-7)
- Lola Bogota, coscénario de Brrémaud, dessins de Mathieu Reynès, Bamboo

1. Notre-Dame de Colombie, 2005  (ISBN 2-915309-64-7)
2. JFK[16], 2006  (ISBN 2-350-78070-8)
3. Le camp des Siciliens, 2006  (ISBN 2-350-78116-X)

- Louis de Funès, Rabbi Jacob à la folie ![17], dessins de Charles Da Costa, Éditions Jungle, 2014
- Les Mystères de Whitechapel, dessins de Frédéric Marniquet, Desinge & Hugo & Cie

1. Terreur sur Londres, 2009  (ISBN 978-2-7556-0362-0)
2. Le Fantôme des Highlands, Annoncé jamais publié

- On achève bien les cons !, dessins de Philippe Castaza, Soleil Productions, 2004  (ISBN 2-84565-655-6)
- Pierre Baumont, dessins de Jean-Michel Arroyo, Éditions Joker, collection Horizon

1. Premières rencontres, 2007  (ISBN 2-87265-362-7)
2. Révélations, 2008  (ISBN 978-2-87265-373-7)

- Un sage en hiver, dessins de Charles da Costa, 12bis, 2012  (ISBN 978-2-356-48395-9)
- Spiritus & Sancti, scénarios de Patrice Buendia et Philippe Chanoinat, dessins de Koriakine, Bamboo, collection Grand Angle

1. Complot à Daguelloz (2003)
2. La citadelle du chaos (2005)

- Les Teigneux, dessins de Philippe Castaza, Soleil Productions

1. Bazooka twist, 2002  (ISBN 2-84565-321-2)[18]
2. Carnage Boogie, 2003  (ISBN 2-84565-462-6)
3. Rock'n'Roll Biniou, 2004  (ISBN 2-84565-906-7)
4. Be-Bop Boom, 2005  (ISBN 2-84946-064-8)

- Thomas Silane, scénarios de Patrice Buendia et Philippe Chanoinat, dessins d'Yves Lécossois (tomes 1 à 3) puis Roberto Zaghi, Bamboo, collection Grand Angle

1. Flash mortel (2004)
2. Le tueur de Noël (2005)
3. Tempêtes (2006)
4. Objectifs (2009)
5. Fuites (2010)
6. Libérations (2011)

- Les Tontons éparpillés façon puzzle[19],[20], dessins de Charles Da Costa, 12bis, 2011  (ISBN 978-2-356-48351-5)
- Les Zenvahisseurs, coscénario de Laurent Gerra, dessins de Frédéric Marniquet, Albin Michel, 2007  (ISBN 978-2-226-14445-4)